# 十七人の忍者
『十七人の忍者』（じゅうしちにんのにんじゃ）は、1963年公開の日本映画。主演：里見浩太郎（のちの里見浩太朗）。監督：長谷川安人、脚本：池上金男（のちの池宮彰一郎）。製作：東映京都撮影所、配給：東映。モノクロ、99分。江戸幕府に対する謀反のたくらみをめぐる、忍者同士の闘いが描かれる時代劇。
当時の映画界の「忍者ブーム」に乗じて製作され、のちに「東映集団抗争時代劇」のはしりと評された一作。
封切り時の同時上映作品は『警視庁物語 十代の足どり』（監督：佐藤肇 出演：神田隆ほか）。
タイトルが共通し、続編として宣伝された『十七人の忍者 大血戦』（1966年、監督：鳥居元宏 主演：松方弘樹）とは、ストーリー上のつながりはない（事情は後述）。

## ストーリー
寛永8年12月（1632年1月）。江戸城。公儀隠密三之組組頭の伊賀流忍者・甚伍左（じんござ）は、駿河大納言・徳川忠長らによる謀反計画を未然に摘発するため、計画の証拠となる連判状を駿府城から奪取するよう老中・阿部豊後守に命じられる。甚伍左以下16名の忍者たちは数班に分かれて駿府を目指し、甚伍左の妹・梢は連絡係として江戸に残った。その後、将軍・徳川秀忠が死去し、解決を急ぐ老中・阿部は待機中の梢に駿府への合流を命じる。
駿府城は先手を打ち、根来衆忍者の才賀の指揮によって警備を厳重に固めており、伊賀者16人のうち8人は次々と捕らわれ、倒される。これ以上の襲撃はないと見た駿府の重臣たちは、帰国が近い忠長の警備に人員を割くため、連判状を本丸からより警備の容易な鬼門櫓に移すことを決める。伊賀の手の内をよく知る才賀はそれを不安視するが、雇われの兵法家である才賀に決定を覆す権限はなく、しぶしぶ方針に従う。やがて才賀は公儀隠密三之組および甚伍左の隠れ家に関する情報を受け取る。その情報には「組は甚伍左ならびに15名」と書かれ、公職についていない梢の存在が考慮されていなかった。才賀らは甚伍左の隠れ家である城下の寺院を急襲。甚伍左は両足を砕かれ、駿府城内の鬼門櫓にある牢に囚われの身となる。
梢を加えた8人の伊賀者たちは、意を決して堀から城内に忍び込むことを決める。伊賀者たちは次々と倒されて半四郎・文蔵・梢だけが生き残り、城内に入りそびれた梢は才賀に捕まる。半四郎と文蔵は塩蔵に潜み、藩士による「隠密はあと1人だ」との叫び声を聞く。才賀らが「忍者は総勢16人で、潜伏者は残り1人」と思い込んでいることをさとった半四郎と文蔵は、彼らの錯誤に乗じて策を練る。文蔵が決死のおとりとなっている隙に、駿府にとって「未知の17人目」となった半四郎は梢を助け出し、ともに才賀を倒す。歩行不能となっていた甚伍左は、ひそかに牢を抜け出して盗み出した連判状を這って2人に託し、才賀にとどめを刺して自身も力尽きる。半四郎と梢は駿府城を脱出し、秀忠死去の報告のため駿府へ向かう途中の阿部に連判状を届け、そのまま江戸に戻らずに伊賀に帰る。

## 出演者
- 柘植半四郎（伊賀忍者）：里見浩太郎
- 梢（伊賀忍者）：三島ゆり子
- 阿部豊後守（老中）：薄田研二
- 成田助八（駿河藩側用人）：原田甲子郎
- 田辺小六（伊賀忍者）：品川隆二

- 大井市兵衛（駿河藩重臣）：阿部九州男
- 上坂治平衛（伊賀忍者）：花沢徳衛
- 今村図書（駿河藩重臣）：堀正夫
- 福田越後守（駿河藩家老）：大邦一公
- 市木左平次（伊賀忍者）：加賀邦男
- 木賀孫介（伊賀忍者）：尾形伸之介
- 藤伝八（伊賀忍者）：和崎俊也
- 加太源作（伊賀忍者）：鈴木金哉
- 番士：国一太郎、仁礼功太郎
- 木村大作（駿河藩士）：楠本健二
- 竹山喜左衛門（駿河藩士）：中村錦司
- 番頭：佐藤洋
- 番士：長田健二
- 一色弥市（伊賀忍者）：名護屋一
- 御宿源心（伊賀忍者）：藤川弘
- 佐伯主馬（伊賀忍者）：戸塚新八
- 上島多兵衛（伊賀忍者）：潮路章
- 石脇新作（伊賀忍者）：五里兵太郎
- 仁藤源左衛門（駿河藩士）：源八郎
- 滝島一鉄（伊賀忍者）：香月涼二
- 鬼頭右馬之介（伊賀忍者）：毛利清二
- 番士：木島修次郎
- 使番：唐沢民賢
- 番士：小山田良樹、川浪公二郎、晴賀俊介、木南兵介、那須伸太朗

- 才賀孫九郎（根来忍者）：近衛十四郎
- 見沼文蔵（伊賀忍者）：東千代之介
- 伊賀の甚伍左（伊賀忍者）：大友柳太朗

## スタッフ
- 監督：長谷川安人

- 企画：天尾完次
- 脚本：池上金男
- 撮影：わし尾元也
- 照明：増田悦章
- 録音：藤本尚武
- 美術：富田次郎
- 音楽：鏑木創
- 編集：堀池幸三
- 助監督：本田達男
- 記録：勝原繁子
- 装置：西川春樹
- 装飾：中岡清
- 美粧：林政信
- 結髪：宮島孝子
- 衣裳：豊中健
- 擬斗：谷俊夫
- 進行主任：田村祐夫

## 製作

### 企画まで
本作の「企画」にクレジットされた天尾完次は、本作が本格的なプロデューサーとしてのデビュー作である。実際は、東映京都撮影所企画部次長・渡邊達人の発案による企画であったと渡邊自身がのちに話している。渡邊は「企画者として天尾完次を選んで脚本を渡した」、「天尾に現場指揮を任せて同路線を牽引させた」と述べている。
渡邊は本作を皮切りとする「集団時代劇」路線（後述）を敷いた人物でもある（ただし渡邊自身は著書で一度も「集団抗争時代劇」「集団時代劇」という言葉は使わず、のちの「集団抗争時代劇」に相当する路線を「新時代劇路線」の語で説明している）。

### 脚本
池上金男（池宮彰一郎）が書いた本作の最初の脚本タイトルは『謀反』だった。『謀反』は1962年秋、池上が東映本社の芸文課に勤務していた渡邊達人に「薄いのでいいから何でもいいから書いてくれ」と頼まれて1人で5日ほどで描いたものだったが、第二東映の廃止もあって東映全体の製作本数が減ったことで、池上の優先本数契約の未消化分となっていた。
渡邊はのちに「池上金男とひそかに二人でアメリカ映画『ナバロンの要塞』をヒントに企画したのが本作」と述べているが、池上は上述のように単独で脚本を書いたと述べており、渡邊の証言とはやや食い違う。
渡邊は手渡された『謀反』をはじめとしたあらゆる準備稿を、封筒からも出さずに芸文課の書棚の上に乗せたままにしていた。渡邊がそれら脚本の山を泊懋に見せ、「映画にならなかったものは題名書き出して破棄しろ」と指示した。暇だった泊は昼休みに『謀反』を読み、「これは面白い」と渡邊に薦め、これを読んだ渡邊が芸文課で脚本読みにかけると課で「京都に送って映画化を図るべき」と一致した。ところが渡邊が「それはダメだ。オレが預かる」とカバンに入れ、そのままにしてしまった。
1962年の終わり頃、京都撮影所の企画部次長・中村有隣が過労で倒れ、渡邊は当時の坪井与（坪井與）東映企画本部長の命により、その穴埋めとして1963年1月から、京都に（黒住盛太郎企画部長とともに）企画部次長として派遣された。渡邊は黒住に挨拶に行った際に「時にオレは目を付けてたものがある。実はかねがね腹案があって、私の独断で池上に脚本を書かせた。ちょうど間に合ったから持って来たけど、これはどうだろうか」と『謀反』の脚本を「オミヤゲ」として差し出した。黒住は「これは面白い」と応じ、『十七人の忍者』として映画化が決まった。

### 企画
渡邊は企画会議で「東宝の『用心棒』によって東映の時代劇はリアリティが感じられない絵空ごとになった、従って時代考証を基にしたストーリィの立て方に腐心し、新しい殺陣を考案する」「中村錦之助、大川橋蔵は一人で一本の作品を支えるだけの人気を保持しているが、片岡千恵蔵、市川右太衛門は下降線であるので、若手と組ませてマスの力で人気保持に努める、従って集団劇の企画を考えていかなくてはならない」と、「集団時代劇」路線（後述）の源となる大綱を述べた。
渡邊は『柳生武芸帳 片目水月の剣』でデビューしたばかりの長谷川安人に監督を託した。

### キャスティング
監督・長谷川安人はヒロインに三島ゆり子を抜擢した。
伊賀忍者のひとり・鬼頭右馬之介役の毛利清二は、のちに東映作品の刺青メイクを担当するスタッフ（刺青絵師）として活動した。

## 評価

### 評論家の批評
本作の脚本を西脇英夫は「集団の密室ドラマとして完璧に近いドラマ構成を持っており、池上金男の群を抜いた職人的技術は『十三人の刺客』によって一挙に爆発した」と評している。

### 東映集団抗争時代劇

#### 呼称
「集団抗争時代劇」「集団時代劇」の名称は、当時リアルタイムに評された呼称ではなく、東映の社史『クロニクル東映Ⅰ 1947-1991』（三冊組）に「後年“集団時代劇”と呼ばれるようになった」と説明されているほか、『ポスターでつづる東映映画史』に「“集団時代劇”なる名称は、特に会社側がキャッチフレーズとして打ち出したものでもなく、またこれらの作品群を意図的に売り出そうとしたわけでもない。ただ、時代劇王国を誇っていた東映が、年間いろんな種類の時代劇を無差別に作っていた中で、次第に特定のジャンルとして定着して来たものである」と書かれているように、東映自身からかジャーナリズムからかははっきりしないが、後年そう呼ばれるようになったものである。
「集団」の語が確認できるもののひとつに雑誌『映画時報』1963年11月号の記事があり、「時代劇復興に力こぶを入れている東映では、今度時代劇に“数字シリーズ”を採用することになり、これを“集団映画路線”と名付けている」との記述がある。また、その他の1960年代の評論文献には「集団路線」「集団剣劇路線」「集団刺客サスペンス」などの表現がみられる。

#### 沿革と様式
「集団時代劇」が製作された期間はおおむね1963年頃から1967年頃までの4～5年間とされる。
その原型は黒澤明監督の東宝映画『七人の侍』で、同じ黒澤の『用心棒』や『椿三十郎』などの影響を受けて「東映集団時代劇」が始まったとされる。当時東映の「明朗時代劇」に陰りが見えていた中、その『用心棒』や松竹の『切腹』などの他社の重厚な時代劇映画に触発され、その対抗策として作られはじめたとする指摘もある。また、本作のほか、『十三人の刺客』『十一人の侍』などに出演した里見浩太朗は「スターシステムの映画は、もうはやらなくなった。だから（略）集団路線が出てきます」と指摘している（上記渡邊達人の企画会議での発言とも符合している）。
『ポスターでつづる東映映画史』では、その嚆矢を東映版『柳生武芸帳』シリーズ第1作『柳生武芸帳』（1961年3月公開、原作：五味康祐 監督：井沢雅彦 主演：近衛十四郎）と規定している。一方、品田雄吉は東映発行の『東映映画三十年』で、1963年3月封切りの『旗本やくざ 五人のあばれ者』（監督：小沢茂弘、主演：片岡千恵蔵）を「集団時代劇路線」第1作としている。また、山根貞男は「『集団時代劇』といっても、そんなジャンルが明確にあるわけでも、ちゃんとした定義があるわけでもない。ときには『集団抗争時代劇』とも『集団残酷時代劇』と呼ばれることがある。1963年12月、工藤栄一監督『十三人の刺客』が出現したとき、ラストのえんえんと長い凄惨な殺陣が多くの人に衝撃を与え、ジャーナリズム上にそうした呼称が生まれたのであろう」と論じている。
東映企画室長・辻野力弥は『映画時報』のインタビューに対し「『ナバロンの嵐』や『大脱走』など、最近の洋画のヒット作を見ても分かるように、魅力あるスターを混えての集団の活躍が多くのファンに喝采を浴びている。東映時代劇は、この集団の魅力に数字のインネンを加えて新しく“数字シリーズ”製作を決定した」と答えており、「集団もの路線」を時代劇に限ったわけではなく、当時の映画界の趨勢を受け、東映全体で取り入れた「集団もの」の一つとして時代劇が位置づけられたとみられている。上述『映画時報』では、「集団映画路線」の「準備中の作品」として『十三人の刺客』（片岡千恵蔵主演）『十一人の賊軍』（松方弘樹主演）『九人の反逆児』（山本周五郎原作、『砦山の十七日』より）『二十一人の眼』（里見浩太朗主演）『三十七の足跡』（松方弘樹主演）が発表されている（これらのうち製作に至らなかったものもあり、また上述のように時代劇映画でないものも含まれているとみられる）。
本作『十七人の忍者』公開後の1964年8月に映画『集団奉行所破り』が公開された。「集団」という語をタイトルに初めて使用した東映時代劇とみられており、命名者は当時の東映京都撮影所所長・岡田茂とされている。少なくともこの頃には、東映自身が「集団時代劇」というジャンルを明確にしていたものとみられる。
岡田茂は1964年2月、東京撮影所を再建した功績を買われ、大川博社長から京都撮影所の合理化と時代劇改革の指揮権移譲を受けて、京都の所長に復帰していた。岡田は東京撮影所で成功させた若手による撮影所改革を京都でも目指し、企画部を所長直属にして全権を自ら負い、本路線を含む新感覚の時代劇を多く作らせた。やがて京都のすべての企画の決定権を握った。
当時、時代劇映画は退潮の一途をたどっており、岡田は東京撮影所長時代から「東映京都の時代劇はもうダメだろう」と考えていたが、このときはまだ時代劇復活の望みを持っており、リストラ対策に呼応して、1人のスターに頼らない「集団劇」を一つの方針としていた。
『十七人の忍者』以降、「サスペンスフルな集団忍者アクションが面白い」という風潮が撮影所内に広がり、岡田茂は「企画書なんて出さなくてもエエから、いい考えがあったら口で言え!」と企画部員に伝え、京都撮影所では忍者ものを中心とした「集団時代劇」が大量に生産されるようになった。『十七人の忍者』同様渡邊達人の指揮（ノンクレジット）による1963年公開の『十三人の刺客』は興行的に失敗に終わったものの、「集団時代劇の白眉」との評価を受け、「集団時代劇」はシリーズ化された。ただし興行的に突出した成功を収めた作品はなく、時代劇映画の頽勢は挽回できぬ状況になった。
岡田は「集団時代劇」と並行して「任侠路線」を始めることを決めてその準備に着手する一方で、「集団抗争時代劇」路線を継続させていたが、開始後の任侠路線が大当たりを続けたことで全面切り換えを決意し、「集団時代劇」を含む時代劇映画の製作を終了させ、時代劇作品はテレビでの制作に移行させた。任侠映画が時代劇にとって代わる東映映画の主流となり、やがて日本映画の看板になっていった。

#### 路線全体の評価
「東映集団時代劇」は、東映時代劇の衰退期に、次の方向を模索する中で、リアルな表現と大人向きのテーマを内包することによって一時的に人気は得たものの、それが逆に、以前の「明朗時代劇」作品の「ウソ」を暴露することとなり、時代劇世界の幻想性に支えられた人気を急速に衰えさせる結果になった、とする指摘がある。
永田哲朗は「パターンの中に自己を見失っていた東映時代劇が、特定のヒーローではなく、集団ないしはグループ、組織が主人公だという新しい考え方を打ち出し、従来の善悪というような図式化された対立ではなく、組織対組織の抗争を描いた点は評価できる。しかし新しい方向へ進むかに見えた東映の集団リアリズム路線は、その後は“大”路線を作ることになって、リアリティも人間性も感じられない、いつもの東映調に後退させた」と評している。
西脇英夫は1976年の映画誌の時代劇特集で「『集団抗争時代劇』は多くの新人作家を一本立ちさせ、時代劇に新しい境地を開いた。その後、彼らのほとんどは映画界からテレビ界へ移行して時代劇を作り続けている。しかし映像の小さいテレビにそのエネルギーがどこまで反映したかはなはだ疑問である。シリアスで残酷な時代劇は茶の間（引用注＝一般家庭）向けではないのだろう。もはや彼らの熱気をテレビで伺い知ることはできない。あの4年間の東映集団抗争時代劇とは一体何だったのだろう。任侠映画、実録やくざと、変貌し続けた東映の戦国乱世時代のスタートを飾る胎動期であったのか。あの誠実な時代劇作りの精神は時代劇作家の最後のいなおりだったのか」と論じ、「いずれにしろ、その結論を出すのはもうしばらく控えよう。再び時代劇映画の伝統と革新がスクリーンの上に数々の作品となって甦るその日を待って」との感想を記している。

#### 影響
「集団時代劇」が描いたリアルな殺陣の迫力は、任侠映画の画作りに受け継がれ、のちの東映実録路線では、「政治の谷間で死んでいく下層の群像」というテーマが受け継がれた。このように、「集団抗争時代劇」の歴史的存在意義は大きい。
集団時代劇の数々の秀作を書いた池上金男（池宮彰一郎）は、政治の谷間で死んでいく下層の若者群像を現代劇に置き換え、「日活ニューアクション」の元祖「無頼シリーズ」を生んだ。

#### 主な作品
東映社史『クロニクル東映 1947-1991 1』では「集団時代劇」の作品として、本作『十七人の忍者』のほか、『十三人の刺客』『大喧嘩（おおでいり）』『忍者狩り』『十一人の侍』などを挙げている。

## 続編
『十七人の忍者 大血戦』は続編として宣伝されたが、本作と物語上の関連はない。鳥居元宏の監督デビューにあたり、東映京都撮影所所長・岡田茂の独断で決められたものである。
鳥居はそれまで東映京都撮影所の助監督で、脚本同人グループの中核メンバーだった。プロデューサーの天尾完二から忍者映画の企画を持ち込まれ、「それまでにない忍者映画の脚本」を自負する脚本（準備稿）を書いて所長・岡田茂に提出した。助監督仲間が次々監督デビューする中、取り残されていると感じていた鳥居は、岡田から「監督は誰がええやろうな」と言われたところ、絶好のチャンスとばかり「そりゃあ僕でしょう」と自薦し、デビュー内定を勝ち取った。やがて、岡田から突然「タイトル決まったで!『十七人の忍者 大血戦』や」と言われた。鳥居は「十七人も出てきませんよ」と反発したが、岡田から「ええわ。新人監督の映画やから、題名を続編みたいにした方が売りやすいやろ」とまったく関係のない本作の続編にされた。